# Sukowice
Sukowice (dodatkowa nazwa w j. niem. Suckowitz) – wieś w Polsce, położona w województwie opolskim, w powiecie kędzierzyńsko-kozielskim, w gminie Cisek.
W latach 1975–1998 wieś położona była w ówczesnym województwie opolskim.
Wieś położona jest na obszarze falistej równiny, rozciągającej się po zachodniej stronie doliny potoku Cisek.

## Nazwa
Według niemieckiego nauczyciela Heinricha Adamy’ego nazwa miejscowości wywodzi się od polskiej nazwy suchy określającej wysuszony grunt. W swoim dziele o nazwach miejscowości na Śląsku wydanym w 1888 roku we Wrocławiu jako najstarszą nazwę miejscowości wymienia Sukowice podając jej znaczenie „Trockenfeld”, czyli w języku polskim „Suche pole”. Nazwa wsi została później fonetycznie zgermanizowana na Suckowitz.
W okresie narodowego socjalizmu administracja III Rzeszy zmieniła w 1936 zgermanizowaną nazwę Suckowitz na całkowicie niemiecką Mühlengrund.

## Integralne części wsi
| SIMC    | Nazwa      | Rodzaj    |
| ------- | ---------- | --------- |
| 0492954 | Leśny Dwór | część wsi |

## Historia
Pierwsza wzmianka o wsi z 1402 roku (Sukowitz) potwierdza istnienie wsi jako folwarku rycerskiego. Dokumenty z 1830 roku wzmiankują o istnieniu przy folwarku niewielkiej wsi kmiecej. Nazwa miejscowości wywodzi się od hodowli psów jaka istniała w okresie pańszczyzny. Znajdowała się ona w folwarku-młynie. W hodowli tej przeważały suki. Hodowali je po to, aby właściciel folwarku (a był to folwark prywatny) mógł wywiązać się z pańszczyzny oddając na ten cel pewną liczbę psów (rasy Chart-Windhund). 
Od końca XVIII w. wieś posiadała własną pieczęć gminną, na której przedstawiono chłopa z kosą na ramieniu.
W 1938 roku Sukowice włączyły się na siedem lat do sąsiedniego Zakrzowa.
12 listopada 1939 roku w Sukowicach wydarzyła się największa dotychczas katastrofa kolejowa na Śląsku. Z winy zawiadowcy na linii Koźle-Baborów zderzyły się czołowo dwa pociągi. Zginęło kilkadziesiąt osób, kilkadziesiąt zostało rannych (różne opracowania podają różne dane).